# 18 (číslo)
Osmnáct (18) je sudé přirozené číslo, které následuje po čísle sedmnáct a předchází číslu devatenáct. Římskými číslicemi se zapisuje XVIII. Jeho prvočíselný rozklad je 18 = 32 . 21.

## Věda

Mayský zápis čísla 18

### Chemie
- Atomové číslo argonu je 18
- Prvky 18. skupiny periodické tabulky se označují jako vzácné plyny

### Matematika
- sedmiúhelníkové číslo

## Doprava
- Mezi letouny, jejichž název obsahuje číslo 18 patří například Douglas B-18 Bolo, Jakovlev Jak-18, Aero A-18, Letov Š-18, McDonnell Douglas F/A-18 Hornet či Boeing F/A-18E/F Super Hornet

## Náboženství
- V hebrejštině má slovo „život“ (חי, chaj) numerickou hodnotu 18. Z toho důvodu vznikl v židovských kruzích zvyk darování finanční sumy, jež je násobkem 18. Ta má být vyjádřením požehnání za dlouhý život.

## Ostatní
- Ve většině států světa je 18 let hranice dospělosti
- 18 Wheels of Steel je série počítačových her
- Startovací komplex 18 na Cape Canaveral Air Force Station
- Občas je označováno jako Hitlerovo číslo

## Roky
- 18
- 18 př. n. l.